# Rudolf Bredow
Rudolf Bredow (* 2. November 1909 in Berlin; † 17. November 1973 in Bremen) war ein deutscher Maler des Postexpressionismus sowie Zeichner, Szenograf, Kunsterzieher.
Das Lebenswerk Bredows ist erst posthum bekannt geworden. Es umfasst ca. 1000 dokumentierte Arbeiten (Aquarelle, Farbkreidezeichnungen, Ölgemälde, Figurinen) und zahlreiche bisher unveröffentlichte Zeichnungen. „Bredows beste Arbeiten sind in ihrer Einfachheit und Ausgewogenheit klassisch und den schwarzrandigen Aquarellen des späten Schmidt-Rottluff beispielsweise künstlerisch ebenbürtig und nicht selten überlegen.“

## Leben
1930–1934 Studium an der Kunstgewerbeschule in Berlin bei dem Graphiker Hans Orlowski, dem Kostüm- und Bühnenbildner Harold Bengen und dem Maler Max Kaus (1891–1977). Nach Abschluss der Ausbildung Maler und Grafiker für Film, Werbung, Mode und Theater in Berlin. Mit Boleslav Barlog befreundet, mit Erich Heckel und Karl Schmidt-Rottluff bekannt. 1940–1942 Kunst- und Zeichenlehrer in Berlin, anschließend Dienst in der Wehrmacht. 1949 Lehrer für Kostümentwurf, Malen und Zeichnen an der Städt. Fachschule für Textilindustrie und Mode. 1952–1954 Zeichenlehrer an der Berufsschule Berlin-Neukölln, 1954 Leiter der Skizzierkurse der Damenschneiderinnung Berlin. Seit 1955 an privaten und staatl. Schulen als Kunsterzieher tätig (Bad Sachsa 1955–1956; Langeoog 1957–1958; Hinterzarten 1959; Oberhausen 1961–1964, 1966–1971; Bad Honnef 1964–1966, Schloss Schwarzenberg 1971–1973, seit 1973 Staatl. Niedersächsische Heimschule Esens/Ostfriesland). Bredow verstarb am 17. November 1973 bei einer Augenoperation in Bremen. Beisetzung in Nienburg. Der Nachlass Bredows gelangte durch Beschluss des Amtsgerichtes Aurich (1976) in den Besitz von Sofie Walter († 2005), Nienburg. 1989 übernahm die Kunstsammlung Tumulka (München) einen größeren Teil der Werke Bredows. Der schriftliche Nachlass des Malers wird seit 1992 in den Beständen des Archivs für Bildende Kunst des Germanischen Nationalmuseums Nürnberg verwahrt.

## Künstlerische Entwicklung
Bredow zählt zu den Künstlern der Verschollenen Generation die um die Jahrhundertwende geboren, durch die Wirren der beiden Weltkriege und die Kunstdiktatur der Nationalsozialisten zu keiner Entwicklung fanden, die sich nach 1945 in die  Abstraktion oder das Informel hätten einordnen lassen. Bredow griff, als er nach 1945 seine Arbeit wieder aufnahm, zunächst auf die Darstellungsweisen des Kubismus und der Abstraktion, vor allem des Expressionismus zurück, woraus er seine eigene postexpressionistische Ausdrucksform entwickelte, die sich seit etwa 1955 zu festigen begann und seit etwa 1960/61 bis zu seinem frühen Tod 1973 in ein künstlerisch reifes und selbständiges Spätwerk mündete.
Ihm ging es weniger um die Wiedergabe eines bestimmten Motivs. Thematisch bevorzugte er als Zeichner die skizzierende Naturbeobachtung und fabulierende Figuration im Vordergrund, als Aquarellist das verdichtete Anschauungserlebnis von Landschaft oder Stillleben, in den Ölgemälden die Darstellung eines idealisierten, zuweilen abstrahierten Frauentypus. Bei den Farbkreidezeichnungen (1955–1969) dominieren figurative Themen, darunter Christus- und Heiligendarstellungen.
Reisen spielten für Bredows künstlerische Fortentwicklung eine wesentliche Rolle. 1941 und 1949 hielt er sich an der Ostsee auf, 1957–1958 an der Nordsee (Langeoog). 1955 unternahm er auf Einladung des Flensburger Reeders Konsul Thomas Entz eine Mittelmeerkreuzfahrt nach Algerien, Griechenland, Bulgarien und in die Türkei. In den Museen von Paris (1939, 1958–1973) begegnete er den Werken der Meister der Moderne. In Spanien (1958–1967), Italien (1964–1971) und im Tessin (1959, 1972) begeisterten ihn Natur- und Landschaft.
Anschaulichen Niederschlag fanden die Reiseeindrücke in den Reisetagebüchern (Germanisches Nationalmuseum Nürnberg) und den Aquarellen: Malerische Orte, Berge, Küstenlandschaften, Häfen mit Booten, Früchte und Blumen, seltener jedoch Menschen. Geprägt von der Suche nach landestypischen Motiven geben sie immer wieder von der Sehnsucht nach Farbe und Harmonie Ausdruck. Insbesondere bei den Aquarellen entdeckte Bredow in steigendem Maße die Farbe als Medium zur Gestaltung seiner Werke, die insbesondere bei denen seiner reiferen Phase durch eine Zunahme des Spontanen in Verbindung mit einem wahren Farbenrausch gekennzeichnet sind. Sie bringen die Spannungen zwischen leuchtenden, manchmal sogar glühenden Farben und knapp konturierten Formen zum Ausdruck. In seinen Farbkreidearbeiten und Ölgemälden sucht Bredow auch die Abstraktion des Gegenständlichen und erinnert darin an die geometrisierende Formensprache von Werner Gilles und den abstrakten Expressionismus von Ernst Wilhelm Nay.

## Ausstellungen (Auswahl)
Bredow hat seine Werke zeitlebens nur einmal ausgestellt (1954 Beteiligung an einer Gruppenausstellung im Kunstamt Berlin-Wilmersdorf). Aufmerksamkeit erfuhren die Arbeiten erst durch posthume Ausstellungen:
- 1976 Bremen, Bankhaus Martens und Weyhausen
- 1977 Worpswede, Galerie in der Lindenallee
- 1978 Nienburg, Museum der Stadt
- 1979 Berlin, Haus am Kleistpark
- 1991 Chemnitz, Städt. Kunstsammlungen
- 1991 Landsberg, Neues Stadtmuseum
- 1991 Meiningen, Staatl. Museen
- 1992 Halle, Staatl. Galerie Moritzburg
- 1992 Leipzig, Neuer Kunstverein
- 1993 Worpswede, Galerie Bollhagen
- 1993, Aschaffenburg, Galerie Will
- 1994 Ismaning, Galerie im Schloßpark
- 1994 Euskirchen, Rathausgalerie
- 1994 München, Kunstsalon Franke
- 1994 Salzburg, Galerie Kutscha
- 1994 Worpswede, Galerie Hubert
- 1994 Nürtingen, Galerie „Die Treppe“
- 1995 Berlin, Galerie Pfundt
- 1995 Würzburg, Galerie Hetzler
- 1995 Wiesbaden, Altstadtgalerie
- 1995 Lübeck, Galerie-Westenhoff
- 1996 Gronau-Epe, Galerie van Almsick
- 1996 München, Galerie im OSRAM-Haus
- 2002 Gronau-Epe, Galerie van Almsick
- 2009 Gronau-Epe, Galerie van Almsick - Hommage zum 100. Geburtstag
- 2013 München, Campoi Gallery
- 2019 Gronau-Epe, Galerie van Almsick

## Werke
Werke Bredows besitzen u. a.  Städt. Kunstsammlung Chemnitz; Staatl. Galerie Moritzburg Halle; Vatikan, Rom; Landesmuseum Darmstadt. Der schriftliche Nachlass wird im Deutschen Kunstarchiv im Germanischen Nationalmuseum Nürnberg aufbewahrt.